# Amar a muerte
Amar a muerte (no Brasil: Amar a Morte) é uma telenovela mexicana escrita por Leonardo Padrón para a Televisa e Univision. Produzida por W Studios em colaboração com Lemón Films que estreou na Univision em 29 de outubro de 2018, substituindo La piloto 2. Já no México, foi exibida pelo Las Estrellas de 5 de novembro de 2018 a 3 de março de 2019, em 86 capítulos, substituindo Sin miedo a la verdad e antecedendo Por amar sin ley 2.
Trata-se uma nova versão da novela colombiana En cuerpo ajeno de Julio Jiménez, que também originou as telenovelas El cuerpo del deseo e En otra piel.
Protagonizada por Michel Brown e Angelique Boyer co-protagonista por Macarena Achaga, Bárbara López, Gonzalo Peña e Jessica Díaz e antagonizada por Alejandro Nones, Claudia Martín e Nestor Rodulfo, com atuações estelares de Arturo Barba, Jessica Mas, Henry Zakka, Cinthia Vázquez e Cayetano Arámburo e com atuação especial de Alexis Ayala.
Foi exibida em Angola e Moçambique pelo Zap Novelas de 27 de fevereiro a 27 de junho de 2019, substituindo Maria Madalena.

## Enredo
A trama conta a história de Lucía (Angelique Boyer), que se casou com o milionário Léon Carvajal (Alexis Ayala) tramando ficar rica. Mas ele é assassinado no dia do casamento. Ao mesmo tempo, nos Estados Unidos, o assassino Macario Valdés (Michel Brown) é executado na cadeira elétrica e finalmente o professor de antropologia Beltrán (Arturo Barba) sofre um acidente de carro com sua esposa. Então a alma de Léon transmigra para o corpo de Macario e a alma de Macario transmigra para o corpo de Beltrán. Agora, Léon retornará e se infiltrará na família Carvajal como motorista, até descobrir quem é o verdadeiro culpado de seu assassinato.

## Elenco
- Angelique Boyer - Lucía Borges Duarte de Carvajal
- Michel Brown - Macario "El Chino" Valdés / León Gustavo Carvajal Torres / Jacobo Reyes
- Alejandro Nones - Jonathan "Johny" Corona
- Arturo Barba - Beltrán Camacho / Macario "El Chino" Valdés
- Macarena Achaga - Valentina Carvajal Pineda
- Claudia Martín - Eva Carvajal Pineda de Luna
- Jessica Mas - Guadalupe "Lupita" de Valdés
- Henry Zakka - Camilo Guerra
- Néstor Rodulfo - Emiliano "El Alacrán" Álvarez
- Gonzalo Peña - Guillermo "Guille" Carvajal Pineda
- Bárbara López - Juliana Valdés
- Cayetano Arámburo - Mateo Luna
- Cynthia Vázquez - Alicia de Camacho
- Jessica Díaz - Renata Barranco
- Alexis Ayala - León Gustavo Carvajal Torres
- Roberto Duarte - Inspetor Raúl Montilla
- Alessio Valentini - Javier Beltrán Camacho
- Raquel Garza - Bárbara
- Nastassia Villasana - La Muerte
- Daniella Macías - Karla Rojas López
- José Carlos Femat - Fabián Tamayo
- Marta Zamora - Silvina
- Pablo Astiazarán - El Gancho
- Fabián Mejía - Silverio
- Rocío Verdejo - Susana Freites
- Antonio Fortier - Francisco "Panchito"
- Karla Vanessa Suárez - Keila
- Miguel Mena - Santos Pereyra
- Luis Gerardo León - Servando Armenta
- Álvaro da Silva - Fabricio
- Scarlet Dergal - Mayela de la Garza
- Marco León - Lucho
- Gabo Ornellas - Sergio
- Tamara Guzmán - Milagros
- Luis Romano - Gastón Salas
- Giovanni Florido - Ernesto Fuentes
- Ernesto Godoy - El Ruso
- Alejandro Sandí - Octavio
- Fernando Gaviria - Don Teresio
- Susana Lozano - Candela Duarte de Borges
- Blanca Alarcón - Geraldine de Fuentes
- Luismi Elizondo - Jaramillo
- Rafael Simón - Palomares
- Marco Zetina - Pedro Rojas
- Alejandro Poggio Colombo - Mejías
- Ernesto Álvarez - Sánchez-Bueno
- Bernardo Vega - Teo
- Danae Reynaud - Maru / Héctor Camargo / Amanda Cisneros
- Luis Maya - El Mugres
- Ana Silvia Garza - Perla "Perlita"
- Susana Posada - Victoria "Vicky" Ordóñez
- Palmeira Cruz - Rosa "Rosita" Gómez
- Aidan Vallejo - Ruy Camargo
- Alejandro Gazque - Machado
- Emmanuel Okaury - Pacheco
- Vladimir Bruciaga - Marino
- Aldo Ramírez - Antonio "Toño" Peñaloza
- Grecia Rodríguez - Brígida
- Mariaca Semprún - Micaela Robles
- Viri Robles - Nayeli
- Diego de Tovar - El Chulo
- Carlos Moreno Cravioto - Carmelo
- Francisco Balzeta - Martínez
- Adria Morales - Mariela
- Edgar Iván Delgado - El Morro
- Mónica Jiménez - Dora
- Mercedes Salazar - Patsy de Sánchez-Bueno
- Carolina Rocha - Magda
- Aldo Preciado - El Piojo
- Chacho Rangel - Chacho
- Gerardo Lizalde - Otto
- Ana Parejo - Aeromoça
- Daniel Villar - Gerardo
- Diego Mignone - Dr. Araújo
- Adrián Rodríguez - Homem do Cartel de los Armenta
- César Criollo - Médico
- Fernando Cuautle - Tomás
- Daniel Damuzi - Vagabundo
- Juan Carlos Liendo - Chefe de segurança
- David Orci - Jornalista
- Joan Kuri - Macario "El Chino" Valdés (Jovem)
- Ana Lorena Elorduy - Guadalupe "Lupita" de Valdés (Jovem)

## Produção
- O claquetazo começou em 14 de junho de 2018.

- As gravações começaram em 18 de junho de 2018.

- A novela teve "Contracara" como título provisório.[2]

## Exibição no Brasil

### Brasil
Está disponível com exclusividade na plataforma de streaming Globoplay em 4 de abril de 2022, com capítulos adicionados semanalmente às segundas-feiras.
Foi exibida pelo canal por assinatura Viva de 27 de março a 25 de julho de 2023, substituindo Maria do Bairro e sendo substituída por Cair em Tentação na faixa das 20h30, com reprises às 3h30 e maratonas aos sábados de 8h às 12h. É a segunda telenovela a ser exibida em alta definição (HDTV) e a primeira em resolução 4k no canal, além de ser a primeira novela mexicana inédita a não ter a sua estreia transmitida anteriormente pelo SBT desde a retomada da parceria exclusiva com a Televisa em 2014.

## Prêmios e Indicações

### Premios TVyNovelas 2019
| Categoria               | Nomeados                                        | Resultados |
| ----------------------- | ----------------------------------------------- | ---------- |
| Melhor telenovela       | Carlos Bardasano                                | Venceu     |
| Mehor atriz protagônica | Angelique Boyer                                 | Venceu     |
| Melhor ator protagônico | Michel Brown                                    | Venceu     |
| Melhor vilã             | Claudia Martín                                  | Venceu     |
| Melhor vilão            | Alejandro Nones                                 | Venceu     |
| Melhor primera atriz    | Raquel Garza                                    | Venceu     |
| Melhor primeiro ator    | Alexis Ayala                                    | Venceu     |
| Melhr atriz co-estrelar | Macarena Achaga                                 | Venceu     |
| Melhor ator co-estrelar | Arturo Barba                                    | Venceu     |
| Melhor atriz jovem      | Bárbara López                                   | Venceu     |
| Melhor ator jovem       | Gonzalo Peña                                    | Indicado   |
| Melhor adaptação        | Leonardo Padrón                                 | Venceu     |
| Melhor diretor de cena  | Alejandro Lozano, Carlos Cock, y Rolando Ocampo | Venceu     |
| Melhor tema musical     | «Me muero» (Carlos Rivera)                      | Venceu     |
| Mejor reparto           | Amar a muerte                                   | Venceu     |

## Audiência
| Horário               | # Eps. | Estreia               | Estreia           | Final              | Final           | Posição | Temporada | Classificação geral |
| Horário               | # Eps. | Data                  | Primeiro capítulo | Data               | Último capítulo | Posição | Temporada | Classificação geral |
| --------------------- | ------ | --------------------- | ----------------- | ------------------ | --------------- | ------- | --------- | ------------------- |
| Segunda a Sexta 21h30 | 86     | 5 de novembro de 2018 | 3.8               | 3 de março de 2019 | 3.3             | #1      | 2018/2019 | 3.01                |

## Versões
- En cuerpo ajeno - versão colombiana de 1992 produzida pela RTI Producciones e estrelada por Danilo Santos, Julio Medina e Amparo Grisales.
- El cuerpo del deseo - versão estadunidense de 2005 produzida pela Telemundo e estrelada por Mário Cimarro, Andrés García e Lorena Rojas.
- En otra piel - versão estadunidense de 2014 produzida pela Telemundo e estrelada por María Elisa Camargo, Laura Flores e David Chocarro.
- La venganza não é uma versão da trama, mas possui uma história similar.